# Walckenaeria dixiana
Walckenaeria dixiana är en spindelart som först beskrevs av Chamberlin och Ivie 1944.  Walckenaeria dixiana ingår i släktet Walckenaeria och familjen täckvävarspindlar. Inga underarter finns listade i Catalogue of Life.